# Belabbas Boudraâ
Pour les articles homonymes, voir Boudraa.
Belabbas Boudraâ, né le 28 avril 1925 à Sidi Bel Abbès et mort le 21 octobre 2011 à Oran, est un médecin, chirurgien algérien, militant de la cause nationale algérienne.
Précurseur dans la lutte contre le cancer, il est considéré comme l'un des pères fondateur de la chirurgie en Algérie. Il participera à la formation de toute une génération de chirurgiens algériens. Il est reconnu pour son dévouement tant à son pays qu'à son métier et pour son humilité, préférant toujours taire ses exploits au profit de ses compagnons de lutte,. Il a été maire d'Oran de 1963 à 1965 et refusera la députation en 1977.

## Biographie

### Études

#### En Algérie
Belabbas Boudraâ (Belabbas est son prénom d'état civil) mais connu également sous le surnom « Abbès », est né le 28 avril 1925 à Sidi Bel Abbès, il est issu d’une famille nombreuse et modeste native de la ville de Mascara, sa famille s’installe à Oran, alors qu’il est encore enfant.
Son père, Si Othmane, l’éduque dans le respect d’un islam tolérant, moderne, en symbiose avec l’universalité, mais aussi dans l’amour de la patrie et celui des humbles. Le jeune Belabbas fréquente alors, parallèlement à l’école primaire, la Médersa El Falah à Mdina Jdida fondée par les islahistes,.
Après des études primaires à l'école Paixhans, il réussit en 1939, son certificat d'études ce qui était pour la majorité des algériens, très difficile à l'époque de la colonisation.
Il s'inscrit ensuite en études secondaires au lycée Lamoricière où les "algériens" constituaient une infime minorité. Il obtient son baccalauréat philosophique en 1945.
Il tente dans un premier temps d'entamer des études de médecine à la faculté d'Alger. Mais l’environnement colonial est hostile aux indigènes et leur accès aux études supérieures n'est toléré que difficilement,,. il se loge alors dans une voiture-lits à la gare d'Alger. Il vit alors une année de disette,,.

#### En France

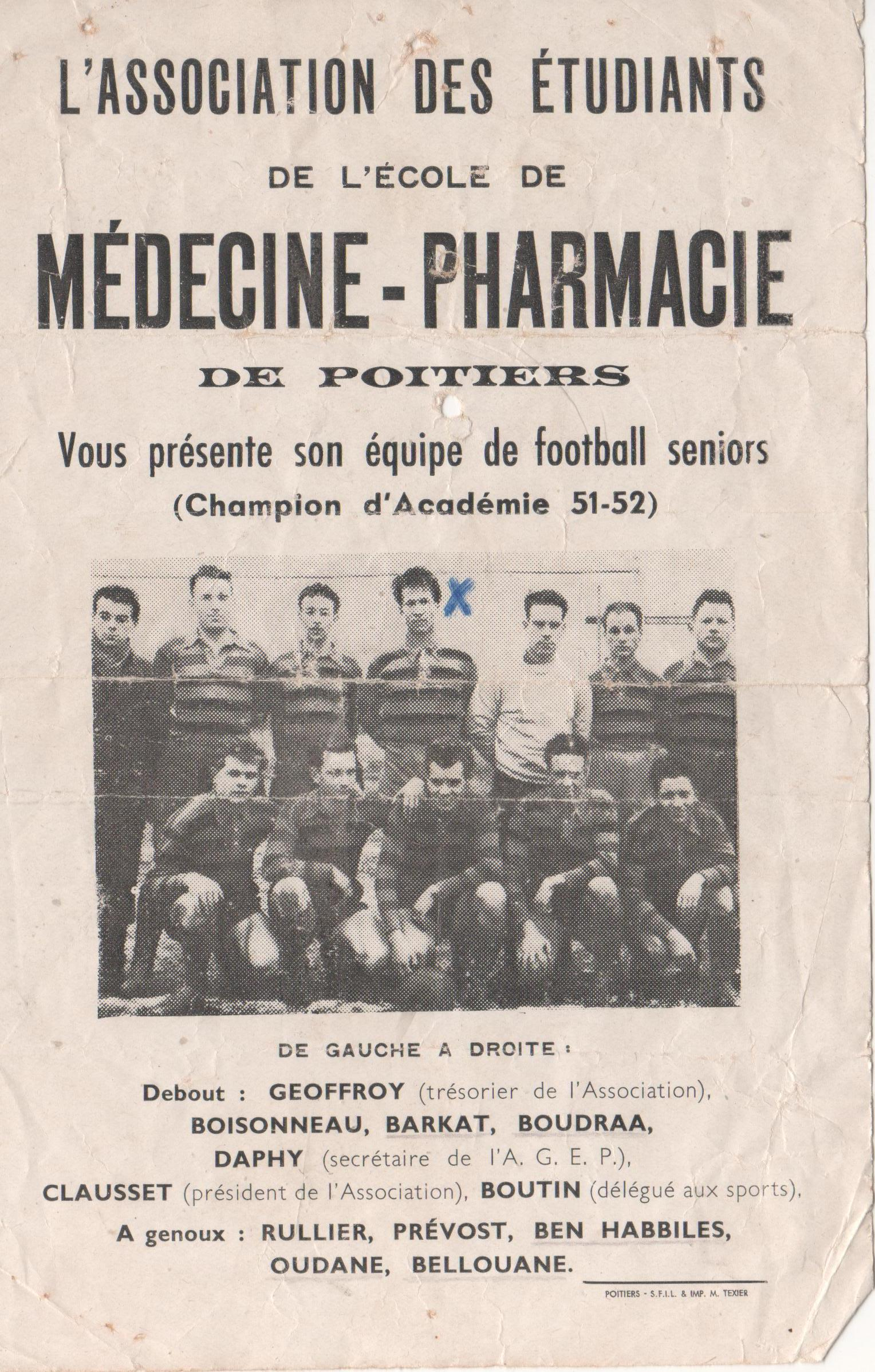
Équipe de football, le professeur Boudraa est en haut au centre.

Loin de renoncer à son rêve de devenir médecin, il décide de partir effectuer ses études à la faculté de médecine de Poitiers en 1947. Pour financer ses études, il reçoit l'aide d'une association caritative de Tlemcen, ainsi qu'un prêt d'honneur et l'aide de son frère Abdelkader Boudraâ. Il effectue également des petits emplois au CROUS et il devient suppléant en éducation physique et sportive dans un centre de formation professionnelle. Il signe une licence de football au club professionnel local. Il rencontre maître Belabbas, qui est également issu d'un milieu pauvre. Tout comme Boudraâ, il décroche son diplôme (d'avocat). Une amitié naît entre les deux hommes, qui sera consolidée par leur engagement dans la guerre de libération nationale une dizaine d'années plus tard.
De 1953 à 1954, il devient interne en chirurgie au centre hospitalier de Châtellerault, puis au centre hospitalier régional de Vannes en 1955. C'est durant cette période qu'il rencontre Lucette Madeleine Désirée Dubard qui deviendra plus tard son épouse. En 1956, à Paris, il réussit l'examen de clinicat de fin d'études de médecine. Il termine une thèse sur une épidémie de variole survenue à Vannes.
Mais à la veille de la soutenance de sa thèse de doctorat (1956), il doit opérer un choix entre sa carrière et son pays : il décide d'abandonner l'université pour rejoindre l'armée de libération nationale et « monter au maquis ». Mais le docteur Mustapha Laliam, rencontré à Relizane lui conseille de se rendre en Tunisie où il serait plus utile. Il est affecté alors dans les services de santé et devient le chirurgien de l'armée de libération nationale au service de son pays. Lucette l'accompagne en Tunisie.

### Lutte pour l'indépendance de l'Algérie

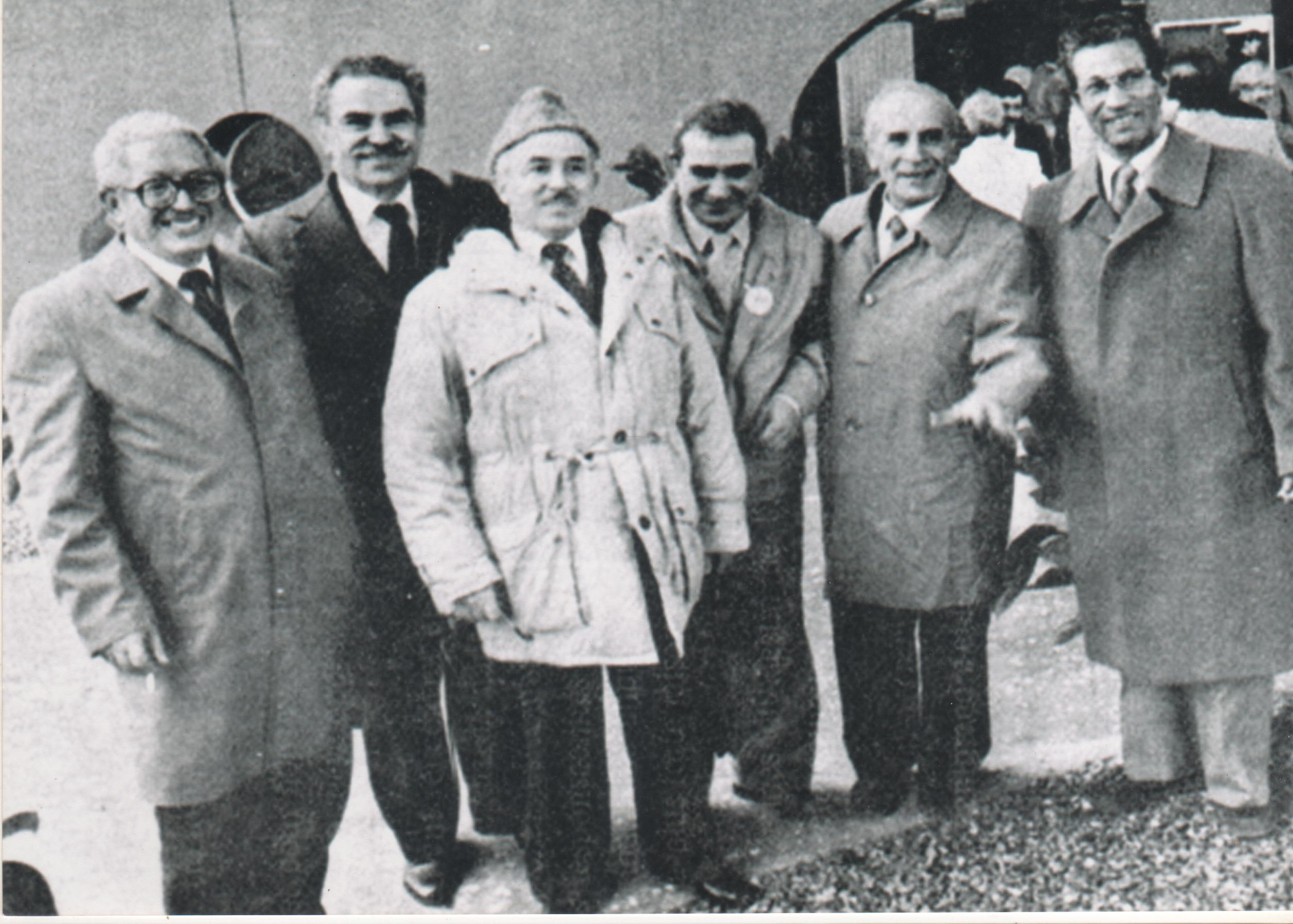
Les anciens médecins de l'ALN, de gauche à droite : Zohir Yagoubi, Mustapha Laliam, Mohamed Amir, Mohamed Toumi, Bachir Mentouri, Belabbas Boudraâ.

Durant ses études, il reste imprégné par la culture arabo-islamique grâce à l'école d'El-Islah à Oran et grâce à l'enseignement de ses maîtres à penser, le Cheikh Mohammed Brahim El-Miloud, Maoui Mehadji, Houari Souiah et les enseignants Mohammed Belhalfaoui, Benali Seghier, Mohammed Benahmed, Abdelkader Kettaf.
Il prend très tôt conscience de l'injustice qui régnait à l'époque de l'Algérie coloniale au même titre que beaucoup d'étudiants Algériens qui vont rejoindre la lutte de libération nationale.

#### Action en Tunisie
Déjà marié et père de famille, il se retrouve en 1956 dans la base de l'est sur la frontière tunisienne,,. Sous les ordres du docteur Mohamed Seghir Nekkache, il prodigue des soins de chirurgie aux combattants de l'armée de libération nationale, aux réfugiés algériens, à la population tunisienne, et à deux prisonniers français blessés par balles. C'est lui, selon des témoignages concordants,, qui s'est chargé des blessés des bombardements par l'aviation française de Sakiet Sidi Youssef,.
Il se consacre aux soins des soldats et à une population civile paupérisée par l’exode. Il se lance également dans la formation des infirmiers et infirmières de l’ALN.
Il est alors successivement interne au centre hospitalier de Le Kef (Tunisie-1956 - 1958), interne à l’hôpital sadiki de Tunis chez un chirurgien algérien, le professeur Tedjini Haddam (Algérie -1958) et ensuite interne à l'Hôpital Charles-Nicolle à Tunis, chez le professeur Zouheir Essafi  (Algérie-1960 - 1961) et enfin chef de service de chirurgie générale à Souk El Arbaa de 1961 à 1962.
Il participe à la libération de l'Algérie en prodiguant des soins aux combattants en tant que chirurgien de l'armée de libération nationale. Il rencontre Krim Belkacem (qui lui envoya une lettre de remerciement pour ses soins), Rabah Bitat et Zeddour Mohamed Brahim Kacem, qui fut assassiné par la DST (Direction de la surveillance du territoire).

#### Activité en Algérie
En 1962, il vient au secours des victimes du terrorisme de l'Organisation armée secrète alors que sa famille (sa femme et ses cinq enfants) est à Tanger au Maroc.
À Oran-Ville, à l’écrasante majorité pieds-noirs, l'OAS va commettre de nombreux assassinats (voiture piégée, assassinats ciblés ou de masse... ), n’épargnant ni femme (exemple : le 11 mai où 15 femmes de ménage furent abattues au révolver ou au poignard), ni enfant, ni vieillard, allant jusqu’à l’assassinat dans leur lit des Algériennes et Algériens à l’hôpital. Les Algériens minoritaires et ghettoïsés dans leurs quartiers sont tout simplement privés de soins et, particulièrement, de tout traitement chirurgical. Du 19 mars au 1erer juillet 1962 on dénombra à Oran comme victimes de l’OAS : 66 Européens civils tués et 36 blessés ; 410 Algériens tués et 487 blessés).
La zone autonome d’Oran décide alors d’ouvrir une antenne médico-chirurgicale, rue Tombouctou à Mdina Jdida. Le professeur Belabbas Boudraâ en prend la responsabilité malgré le danger pour sa vie : le climat était à la guerre civile, empêchant la population arabe de se rendre dans les quartiers européens. Selon des témoins de cette période, son grand humanisme n’aura pas été altéré par les affres de la guerre, sauvant aussi de nombreuses vie humaines dont de nombreux pieds-noirs. Lucette décide à de le rejoindre avec ses enfants à Oran.
En tant que chirurgien, il est appelé à accomplir plusieurs missions et passer d'est en ouest. Il fournira également au mouvement la pyramide des cellules de recrutement et d'étanchéité pour les militants à la suite d'une réunion initiée secrètement par Zeddour Mohamed Brahim Kacem en présence de Belaroussi Caïd Abdelkader, Guermaz Abdelkader et Benarba Mohammed.
Une fois la paix revenue,Il devient le premier médecin « indigène » à franchir,,, le 1er juillet 1962, les grilles de l’hôpital d’Oran pour le remettre en marche après le départ massif des médecins français. Il rejoint le pavillon 10 qu’il baptise du nom du martyr, le docteur Aït Idir Ali.
Au moment où certains accaparent les demeures vacantes après le départ précipité des pieds-noirs,[réf. nécessaire] il s'installe dans un appartement d'astreinte au sein de son lieu de travail avec sa femme et ses sept enfants,.

### Engagement en politique
Il devient président de la délégation spéciale de la mairie d'Oran le 18 juin 1963. Durant sa carrière politique, il se distingue d'après ses pairs par sa modestie et son humilité ,.
On lui attribue aujourd'hui :
- les premières tentatives de restructuration de l’administration municipale.
- la réalisation du collecteur des eaux usées allant du siège de la seconde région militaire, à la sortie ouest d’Oran, jusqu’au port en passant par le boulevard Stalingrad à Sidi El Houari. Ce projet a permis l’embauche de centaines de désœuvrés.
- l'organisation de la première quinzaine économique de la ville d’Oran, d'après certains cadres retraités de l’APC[11].

On raconte qu’il a même balayé les rues avec les travailleurs des services de la voirie.
Il démissionne le 18 juin 1965 pour un problème de principe apolitique, à la suite du coup d'état.[pas clair]
De 1969 à 1974, il est élu président de la première assemblée populaire de wilaya (APW) d'Oran dont le code de wilaya est à réformer.
Il refusera la députation en 1977 au temps du parti unique pour se consacrer pleinement aux malades et à la formation de plusieurs générations de médecins et de chirurgiens.
Sa devise était : "Bien gérer et non digérer, Unir et non désunir, Servir et non se servir",,.

### Activité dans le monde médical
En juillet 1963, parallèlement à sa carrière politique, il soutient sa thèse de doctorat en médecine à Alger.
Il entame alors sa carrière de chef de service du Pavillon 10 de la clinique Ait Idir Ali du centre hospitalier universitaire d'Oran. Il y deviendra un des pionniers de la faculté de médecine d'Oran et de l'école de chirurgie algérienne. Il relancera l’activité de la formation médicale et paramédicale, notamment des accoucheuses rurales..
En octobre 1963 éclate le conflit algéro-marocain. Il se retrouve alors au front à la tête de l’équipe chirurgicale.
Il suit une formation en cancérologie à Göteborg en Suède, puis à Lyon en 1967, puis à Paris à l'Hôpital Paul-Brousse. Dès son arrivée à l’hôpital d'Oran, il prendra la mesure du désarroi des malades cancéreux et de la nécessité d’une prise en charge multidisciplinaire. Il proposera, pour le traitement du cancer, le maintien de l'unité du lieu avec extension de la structure ainsi qu'un plan d'aménagement, en particulier l'installation de la curiethérapie et de la médecine nucléaire. Il se battra pour faire aboutir son projet, allant jusqu’à la grève de la faim,. Malheureusement, il ne sera pas écouté par les décideurs mais il reste considéré comme un des pionniers dans la lutte contre le cancer dans son pays,.
De 1969 à 1970, il est nommé au poste de doyen de la faculté de médecine d'Oran. Il fait construire l'institut des sciences médicales (ISM) d'Oran,. Il démissionnera à la suite d'un désaccord sur la démagogie.[pas clair]
De 1984 à 1985, il est élu à l'unanimité président du conseil médical. C'est lui qui se chargera de la formation de toute une génération de chirurgiens, dont certains exercent jusqu'aujourd'hui.

### Retraite et postérité

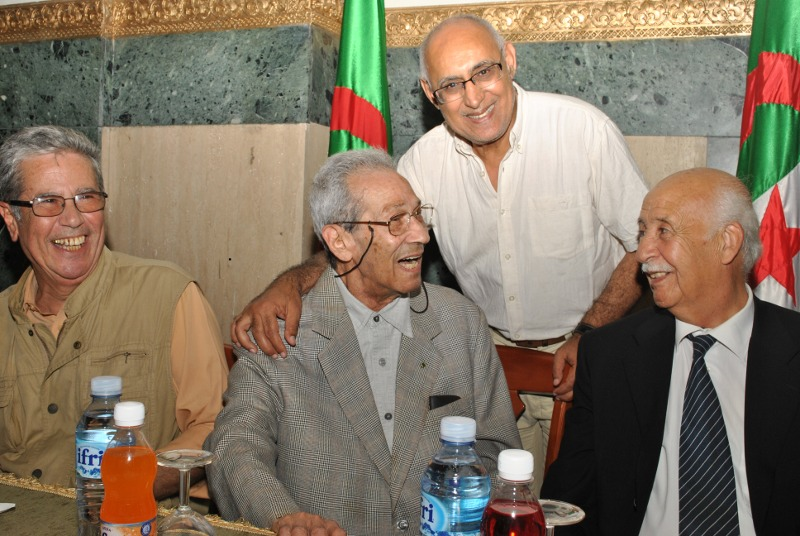
Le Professeur Boudraa au centre lors d'une commémoration

Il part à la retraite en 1994, alors âgé de 70 ans.
Le 8 mai 2006, une cérémonie a été organisée par le service cancérologique « Pavillon 10 ». Durant cette cérémonie, le Professeur Hacène Lazreg, professeur d'ophtalmologie, a inauguré un auditorium, baptisé du nom de Belabbas Boudraâ .
Ses pairs encore en vie ou ses anciens étudiants en poste ou installés lui témoignent aujourd'hui beaucoup d'égards. Il fut régulièrement invité aux commémorations marquantes et aux séances d'ouverture des rencontres et congrès médicaux. Il est reconnu comme un précurseur dans la lutte contre le cancer,,. Il s'est éteint le 21 octobre 2011 à l'âge de 86 ans., Il est enterré au carré des martyrs du cimetière de Ain El Baida d’Oran.
Sa femme, Lucette Madeleine Désirée Dubard dite Nadia Boudraâ est décédée le 14 août 2015 à Montpellier à l'âge de 83 ans. Elle est inhumée à Oran.